# Маунтен-Топ (Пенсільванія)
Маунтен-Топ (англ. Mountain Top) — переписна місцевість (CDP) в США, в окрузі Лузерн штату Пенсільванія. Населення — 11 489 осіб (2020).

## Географія
Маунтен-Топ розташований за координатами 41°8′7″ пн. ш. 75°54′16″ зх. д. / 41.13528° пн. ш. 75.90444° зх. д. (41.135302, -75.904475).  За даними Бюро перепису населення США в 2010 році переписна місцевість мала площу 38,96 км², уся площа — суходіл.

## Демографія
Згідно з переписом 2010 року, у переписній місцевості мешкали 10 982 особи в 4109 домогосподарствах у складі 3146 родин. Густота населення становила 282 особи/км².  Було 4307 помешкань (111/км²).
Расовий склад населення:
| - 93,7 % — білих - 3,6 % — азіатів - 0,8 % — чорних або афроамериканців - 0,1 % — корінних американців |

До двох чи більше рас належало 1,0 %. Частка іспаномовних становила 2,2 % від усіх жителів.
За віковим діапазоном населення розподілялося таким чином: 23,8 % — особи молодші 18 років, 60,6 % — особи у віці 18—64 років, 15,6 % — особи у віці 65 років та старші. Медіана віку мешканця становила 43,5 року. На 100 осіб жіночої статі у переписній місцевості припадало 92,8 чоловіків;  на 100 жінок у віці від 18 років та старших — 90,9 чоловіків також старших 18 років.
Середній дохід на одне домашнє господарство  становив 90 690 доларів США (медіана — 70 740), а середній дохід на одну сім'ю — 104 017 доларів (медіана — 82 852). Медіана доходів становила 58 216 доларів для чоловіків та 41 805 доларів для жінок. За межею бідності перебувало 5,1 % осіб, у тому числі 3,4 % дітей у віці до 18 років та 4,8 % осіб у віці 65 років та старших.
Цивільне працевлаштоване населення становило 6024 особи. Основні галузі зайнятості: освіта, охорона здоров'я та соціальна допомога — 29,4 %, виробництво — 12,8 %, роздрібна торгівля — 10,6 %, мистецтво, розваги та відпочинок — 9,8 %.